# レ・ネグレッセ・ヴェルテ
レ・ネグレス・ヴェルト（仏: Les Négresses vertes）はフランスのロック・バンド。グループ名の意味は「蒼ざめた黒人女」。日本盤表記は「レ・ネグレス・ヴェルト」。

## 来歴
レ・ベルリエ・ノワールというパンク・バンドのコーラス歌手だったエルノ、漁のための網を作っていたムリーノ、サーカスで働いていたマシューを中心として1987年9月、パリ郊外のサン＝トゥアンで結成された。メンバーの半数はこのサン＝トゥアン出身、半数は南フランス出身だった。エルノと管楽器の二人以外は、結成以前に音楽経験がほとんどなかった。
結成時、ロマのメンバーはいなかったが、マシューはサーカス時代にテントで演奏されていたロマ音楽を耳で覚えた。他のメンバーはスペイン人、イタリア人、アルジェリア人、ポーランド人などの混血ばかりだったため、ロマ音楽、ミュゼット、ポルカやケイジャンなどのアイリッシュ・トラッド、ライなどから影響を受けている。演奏場所に恵まれず、本格的なコンサート・デビューは第一作「MLAH」発売後2か月が経ってからだった。
1993年1月22日、リード歌手のエルノがパリ19区のアパートで死亡した。死因は薬物の過剰摂取だったと言われているが、質の悪い薬物摂取によるものという説もある。グループは新しい歌手を加入させることなく、残ったメンバーたちが歌うことで活動を続けた。
ジェーン・バーキンの1996年のアルバム「追憶のランデヴー (Versions Jane)では、セルジュ・ゲンズブールの曲「ぬかるみ (La gadoue)」で演奏している。

## グループのメンバー
- ボーカル: エルノ (エルノ・ロタ・デ・ルーカ- 本名: ノエル・ロタ)
- ピアノ: ラミ・ロー (ロ・ローズ)
- ギター: ステファーネ・メリノ
- ベース・ギター: ジャン・マリ・ポルーズ
- ドラム: ガビ
- アコーデオン: マティス・カナヴェー
- トランペット: ミシェル・オショウィアック
- トロンボーン: アブラハム・ブラハム (アブラハム・シリニックス)
- バック・ボーカル: イザ・メリノ

## ディスコグラフィー

### スタジオ・アルバム
- 1988 : Mlah
- 1991 : Famille nombreuse
- 1995 : Zig-zague
- 1999 : Trabendo

### その他のアルバム
- 1993 : Dix Remixes
- 1995 : An aperitif
- 1996 : Green Bus (live)
- 2001 : Acoustic Clubbing
- 2002 : Le grand déballage (best of)
- 2006 : À l'affiche (best of)